# Berghausen (Römerberg)
Berghausen ist einer von drei Ortsteilen der Ortsgemeinde Römerberg im Rhein-Pfalz-Kreis in Rheinland-Pfalz.

## Geographie

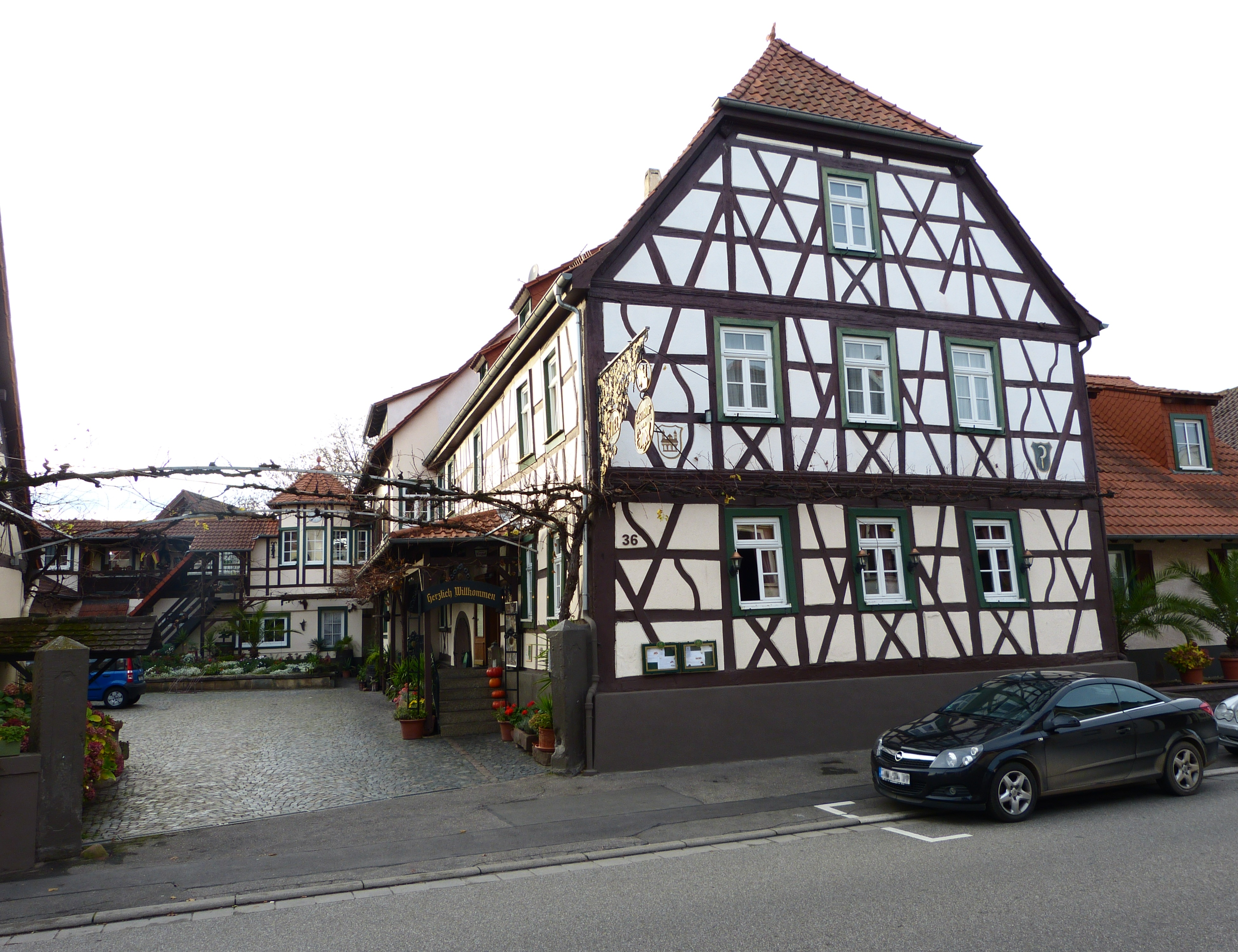
Gasthaus „Zum Engel“: Denkmalgeschütztes Fachwerkhaus mit Krüppelwalmdach aus dem 18. Jahrhunderts

### Lage
Berghausen liegt 1 km südwestlich von Speyer im nördlichen Teil der Ortsgemeinde. Es ist baulich mit dem südlich angrenzenden Nachbarort Heiligenstein zusammengewachsen.

### Gewässer
Südöstlich des Ortsteils beschreibt der Berghäuser Altrhein, eine linke Flussschlinge des Rheins, einen halbmondförmigen Bogen in Richtung Nordwesten. Er reicht bis auf 500 m an die Wohnbebauung heran und umschließt die im 19. Jahrhundert bei der Rheinbegradigung entstandene Insel Flotzgrün, die etwa 2 km Durchmesser besitzt.

## Geschichte

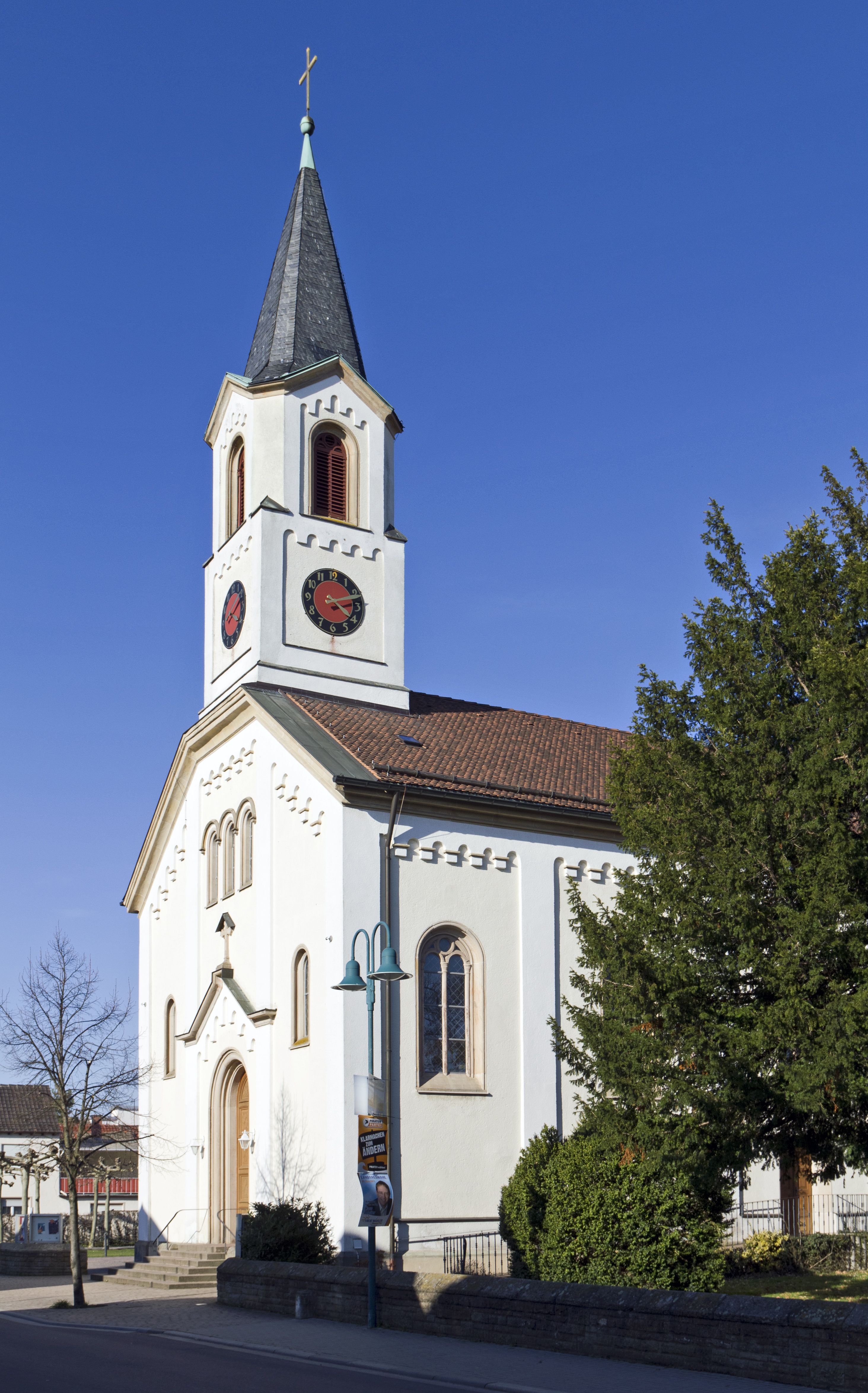
Kirche Sankt Pankratius

Berghausen wurde erstmals 1192 als Berchhusen erwähnt. Für 1268 ist dort eine Kirche nachgewiesen.
Bis zur Französischen Revolution gehörte Berghausen zum Hochstift Speyer. Von 1798 bis 1814, als die Pfalz Teil der Französischen Republik (bis 1804) und anschließend Teil des Napoleonischen Kaiserreichs war, war Berghausen in den Kanton Speyer eingegliedert. 1816 wechselte der Ort wie die gesamte Pfalz in das Königreich Bayern. Von 1818 bis 1862 gehörte er dem Landkommissariat Speyer an; aus diesem ging das Bezirksamt Speyer hervor.
1928 hatte Berghausen 1656 Einwohner, die in 271 Wohngebäuden lebten. Die Katholiken besaßen seinerzeit eine Pfarrei vor Ort, während die Protestanten zu derjenigen von Mechtersheim gehörten. Ab 1938 war der Ort Bestandteil des Landkreises Speyer.
Nach dem Zweiten Weltkrieg wurde Berghausen innerhalb der französischen Besatzungszone Teil des damals neu gebildeten Landes Rheinland-Pfalz. Im Zuge der ersten rheinland-pfälzischen Verwaltungsreform wurde Berghausen am 7. Juni 1969 mit den Nachbargemeinden Heiligenstein und Mechtersheim zur neuen Ortsgemeinde Römerberg (Pfalz) zusammengelegt. Gleichzeitig wechselte der Ort in den Landkreis Ludwigshafen, der seit 2004 Rhein-Pfalz-Kreis heißt.

## Wirtschaft und Infrastruktur
Berghausen ist heute vor allem Wohngemeinde für in Speyer und weiteren größeren Kommunen Arbeitende.
Für den Straßenverkehr wird es erschlossen durch die Bundesstraße 9 (Speyer–Germersheim), die im Nordwesten vorbeiführt, und die Bundesstraße 39 (Speyer–Neustadt an der Weinstraße) im Norden.
Am nordwestlichen Siedlungsrand besitzt Berghausen einen Bahnhof an der Bahnstrecke Schifferstadt–Wörth. Dieser wurde 1864 eröffnet, als die zuvor in Speyer endende Strecke bis nach Germersheim verlängert wurde; die Durchbindung nach Wörth erfolgte 1876.